# Nicole Marie Lenz
Nicole Marie Lenz (Cleveland, Ohio, 24 de enero de 1980) es una modelo y actriz estadounidense que fue playmate de marzo de 2000 de la revista Playboy. Justo después apareció en la revista W ese mismo año firmando con la agencia de modelos Elite antes de aparecer en varias revistas para hombres.

## Filmografía
- My Sister's Keeper (2009)
- First Strike (2009)
- Toxic (2008)
- Kush (2007)
- That Guy (2006)
- TV: The Movie (2006)
- Seeing Other People (2004)
- Confidence (2003)
- Rent Control (2003)